# ولی های (اوهایو)
ولی های، اوهایو (به انگلیسی: Valley Hi, Ohio) یک منطقهٔ مسکونی در ایالات متحده آمریکا است که در شهرستان لوگان، اوهایو واقع شده‌است.

## خصوصیات
ولی های ۱٫۶۱ کیلومترمربع مساحت و ۲۱۲ نفر جمعیت دارد و ۳۸۷ متر بالاتر از سطح دریا واقع شده‌است.